# Adom Jacko
Adom Jacko (Bellflower, California, 30 de agosto de 1994) es un exjugador de baloncesto estadounidense. Con 2,03 metros de estatura, jugaba en la posición de ala-pívot.

## Trayectoria deportiva

### Universidad
Jugó dos años en el pequeño Chaffey College de la CCCAA, donde en su último año promedió 13,6 puntos, la sexta mejor marca del estado, y 6,7 rebotes por partido. En 2015 fue transferido a los Lions de la Universidad Loyola Marymount, donde jugó una temporada en la que promedió 16,6 puntos y 6,4 rebotes por partido. Fue incluido en el segundo mejor quinteto de la West Coast Conference.

### Profesional
Tras no ser elegido en el Draft de la NBA de 2016, fichó por el Bnei Herzliya de la Ligat ha'Al israelí.